# Верхнее Тамбичозеро
Верхнее Тамбичозеро — пресноводное озеро на территории Пяльмского сельского поселения Пудожского района Республики Карелии.

## Общие сведения
Площадь озера — 1,4 км². Располагается на высоте 166 метров над уровнем моря.
Котловина ледникового происхождения.
Форма озера изогнутая, продолговатая: оно вытянуто с северо-запада на юго-восток. Берега несильно изрезанные, каменисто-песчаные, преимущественно возвышенные.
В озеро впадает два ручья. Из юго-восточной оконечности озера вытекает безымянная протока, впадающая в Нижнее Тамбичозеро, из которого берёт начало река Жилая Тамбица, приток реки Пяльмы, впадающей в Онежское озеро.
Острова на озере отсутствуют.
У юго-восточной оконечности озера располагается посёлок Тамбичозеро, к которому подходит дорога местного значения.
Код объекта в государственном водном реестре — 01040100611102000018930.